# Chrysolepis chrysophylla
Espèce
Classification phylogénétique

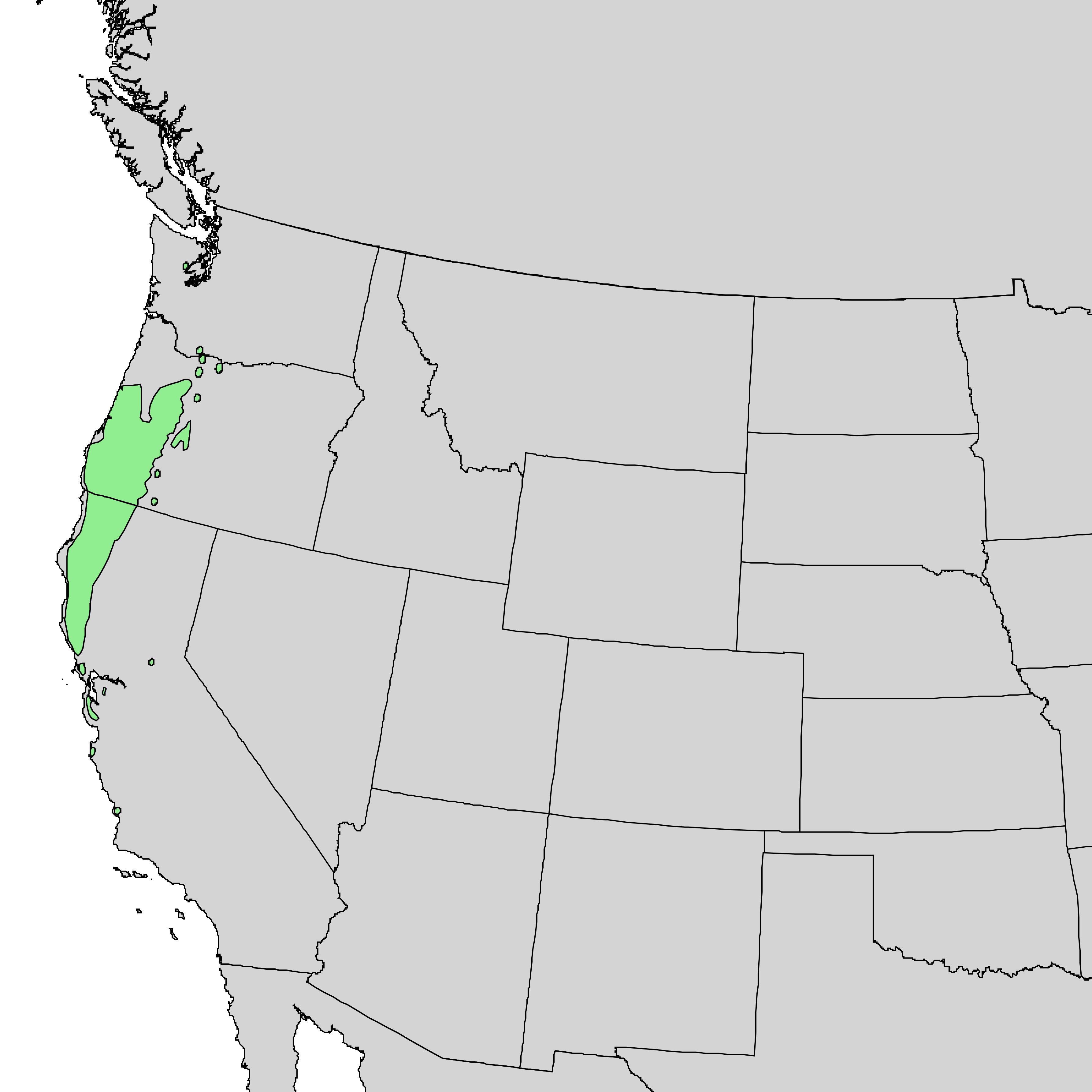
Distribution naturelle.

Chrysolepis chrysophylla ou Castanopsis chrysophylla est une espèce de Chrysolepis originaire d'Amérique du Nord.

## Habitat
Chrysolepis chrysophylla est présent à l'ouest des États-Unis dans les États de Californie, de l'Oregon et de Washington.